# Naturkundliches Museum (Schweinfurt)
Das Naturkundliche Museum in Schweinfurt befindet sich om Museumsgebäude Harmonie am Mainufer.

## Lage
Das Naturkundliche Museum ist Teil eines Museums- und Kulturquartiers am Main, am Zugang von der Maxbrücke in die Altstadt, zusammen mit dem Museum Georg Schäfer, dem Kleinen Industriemuseum in der Spinnmühle, der Disharmonie und der Stadtbücherei im Ebracher Hof.
Die Vogelsammlung Schuler befindet sich im ersten Obergeschoss der Harmonie.

## Geschichte

### Die Harmonie
Das Naturkundliche Museum steht an der Stelle eines ehemals sumpfigen Sees im Stadtgraben beim Äußeren Brückentor, welches 1832 abgebrochen wurde. 1833 wurde die Harmonie als Vereinslocal der 1827 gegründeten Harmonie-Gesellschaft im klassizistischen Stil errichtet. Um Platz für die neue Maxbrücke an Stelle der Vorgängerbrücke über den Main zu schaffen, wurde 1958 die Harmonie um 5 Meter verkürzt.

### Die Sammlung
Der Kaufmann Ludwig Schuler, der gegen Ende des 19. Jahrhunderts auf den Inseln Réunion und Madagaskar tätig war, sandte Vogelbälger zum Ausstopfen an seine Brüder Friedrich und Wilhelm Schuler und begründete damit die Vogelsammlung Schuler, die 1892 der Stadt Schweinfurt gestiftet wurde. Die Sammlung wurde zunächst in den Amtsstuben des Rathauses und später aus Platzgründen in einem Gebäude an der Brückenstraße untergebracht. 1934 kam sie in das von der Stadt im Alten Gymnasium eingerichtete Heimatmuseum und wurde vom Naturwissenschaftlichen Verein betreut. In den Kriegsjahren war die Vogelsammlung Schuler ausgelagert und konnte erst 1952 der Öffentlichkeit im wieder neu eröffneten Museum erneut zugänglich gemacht werden. Sie musste aber 1959 auf Grund baulicher Veränderungen wieder ins Depot eingelagert werden. Seit 1988 befindet sich die Sammlung in der Harmonie und wird durch die Städtischen Sammlungen betreut.

## Ausstellung

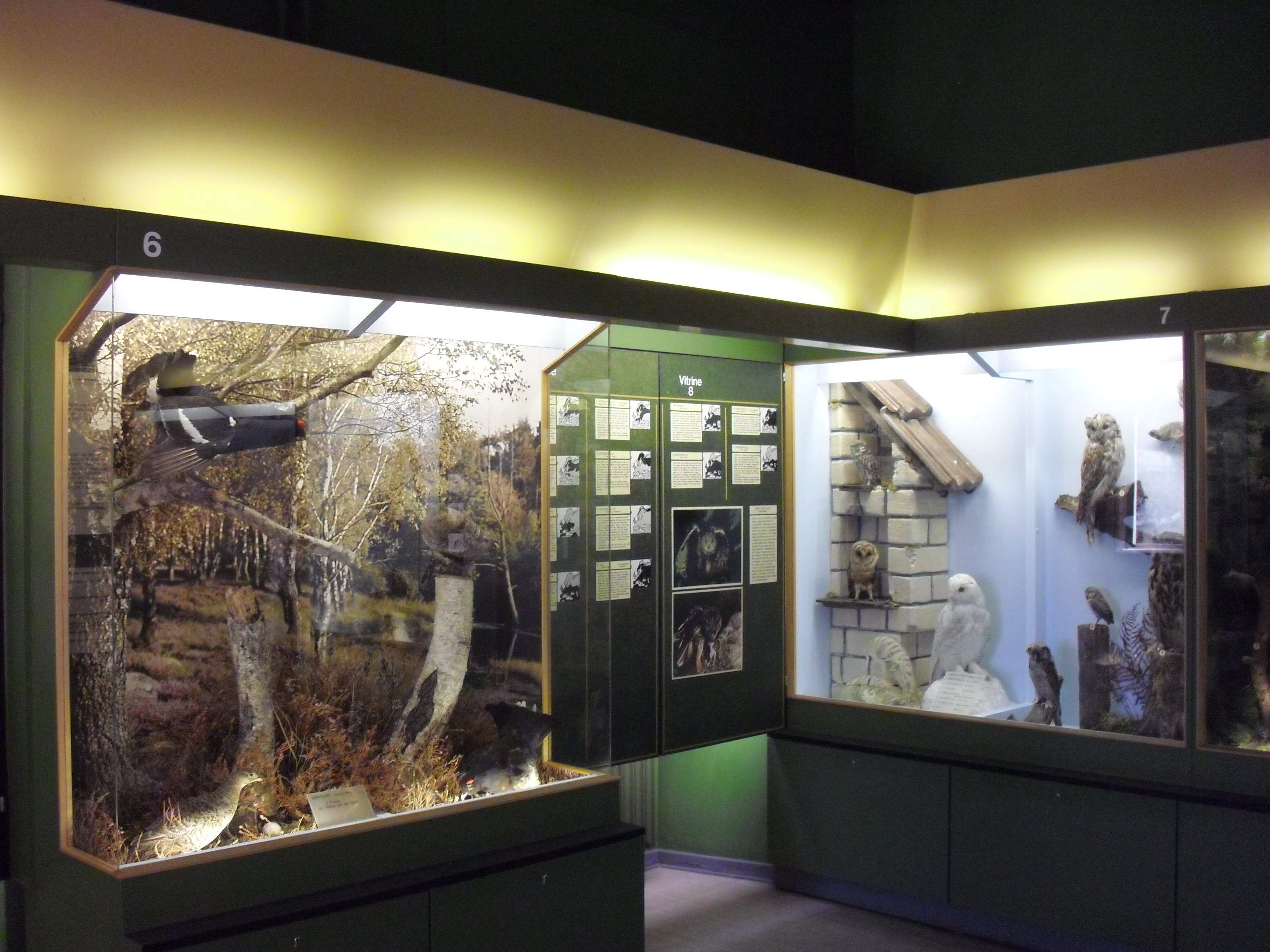
Diorama-Vitrinen

Die Sammlung der Gebrüder Schuler wird mit 300 Vögeln ausgestellt, vorwiegend Vertretern des europäischen Kontinents. Die Exponate sind in zahlreichen Diorama-Vitrinen untergebracht, die den artgemäßen Biotopen nachgebildet sind. Die Anpassung der Arten an ihre Lebensräume wird dadurch hervorgehoben und die Abhängigkeit von deren Existenz verdeutlicht. Auf Schautafeln werden vogelkundliche Themen wie zum Beispiel Vogelzug, Vogelei, anatomische Besonderheiten oder Evolution der Vögel behandelt.